# Andamani
Andamani su skupina otoka u Bengalskom zaljevu. Dio su indijskog Saveznog teritorija Andamani i Nikobari. Port Blair je s 50 000 stanovnika glavni grad na Andamanima i administrativni centar saveznog teritorija. Andamani čine i poseban distrikt unutar tog saveznog teritorija. Imaju 314 084 stanovnika (2001.).

## Zemljopis
Ima 576 otoka u grupi, od čega je 26 nenastanjeno. Najbliža točka se nalazi 547 km od Sumatre. Dužina otočnog lanca je 352 km, a širina 51 km. Ukupna površina Andamana je 6408 km². Andamani su jedino mjesto u Indiji s aktivnim vulkanima. Na otoku Baren je proradio vulkan 1990-ih nakon što je mirovao gotovo 200 godina. Erupcija se ponovila u svibnju 2005. što eksperti povezuju s post-cunamijevskim promjenama u tektonskim pločama. Neaktivan vulkan Narkondam uzdiže se 710 metara iznad mora na 114 km udaljenosti istočno od Sjevernog Andamana.

## Povijest
Andamani se prvi put pojavljuju u arapskim dokumentima. Marko Polo ih također bilježi u svojim putopisima. Bengalska vlada je 1788. – 1789. pokušala uspostavit kažnjeničku koloniju na Andamanima. Prva kolonija osnovsns je na otoku Čatam, gde se danas nalazi Port Blair. Zbog velike smrtnosti naseljenika i visokih troškova održavanja Andamani su napušteni 1796. Tijekom prve polovine 19. stoljeća domoroci su napadali i ubijali sve koji bi se pokušali iskrcati. Englezi su ponovo uspostavili koloniju u Port Blairu 1868. I opet su razne bolesti odnosile živote. Nakon sječe šuma i čišćenja terena (1868. – 1870.) uspostavljeno naselje se riješilo bolesti. Na Andamanima je 1901. bilo 11 947 kažnjenika, 140 britanska vojnika, 300 indijskih vojnika i 643 policajca. Ukupno je bilo 16 106 stanovnika u naselju, organiziranom kao kažnjenička kolonija. Bilo je to mjesto, gdje su zatvarani istaknuti članovi indijskog pokreta za neovisnost. Japan je okupirao Andamane tijekom Drugog svjetskog rata. Tijekom rata je tu 30. prosinca 1943. prvi put uz japansku pomoć podignuta zastava indijske nezavisnosti. Poslije rata Andamani postaju ponovo britanski, a zatim 1947. dio nezavisne Indije. Cunami u Indijskom oceanu 2004. je 26. prosinca razorio obalu Andamana 10 metara visokim valovima.

## Etnografija
Prastanovnici Andamana su Negriti poznati kao Andamanci ili Minkopi, podijeljeni na više plemena čiji jezici čine samostalnu porodicu, to su: 
1. Bojigyab: Aka-Bea, Akar-Bale, Pučikwar (Puchikwar, A-Pucikwar), Aka-Kol, Aka-Kede, Oko-Juwoi koji govore južno-velikoandamanskim jezicima;
2. Önge-Jarawa: Jangil (?; izumrli), Jarawa, Sentineli;
3. Yerewa: Aka-Bo, Aka-Čari, Aka-Jeru, Aka-Kora.

Andamanci su lovci, sakupljači i ribari, često puta navođeni u etnografskoj građi kao jedan od rijetkih naroda koji nisu sami znali izazvati vatru. 